# Servië en Montenegro op de Olympische Winterspelen 2006
Tijdens de Olympische Winterspelen van 2006 die in Turijn werden gehouden nam Servië en Montenegro voor de enige keer deel aan de Winterspelen.
De zes deelnemers kwamen uit bij het alpineskiën, biatlon, langlaufen en kunstrijden.

## Deelnemers
| Sport               | Naam                  | Discipline                             | Klassering    | Resultaten                                                                          |
| ------------------- | --------------------- | -------------------------------------- | ------------- | ----------------------------------------------------------------------------------- |
| Alpineskiën mannen  | Zelimir Vukovic       | Slalom                                 | -             | 1e run 1.00,51, 2e run dq                                                           |
| Alpineskiën vrouwen | Jelena Lolović        | Combinatie Reuzenslalom Slalom Super-G | - 30e 43e 43e | Slalom 1e run dnf 1e run 1.05,00, 2e run 1.13,84 1e run 46,44, 2e run 56,36 1.37,45 |
| Alpineskiën vrouwen | Marija Trmčić         | Slalom                                 | 46e           | 1e run 49.47, 2e run 53.99                                                          |
| Biatlon mannen      | Aleksandar Milenković | 20 km                                  | 86e           | 1:10.36,3 (9)                                                                       |
| Langlaufen mannen   | Aleksandar Milenković | 50 km vrije stijl, massastart          | -             | dnf                                                                                 |
| Langlaufen vrouwen  | Branka Kuzeljevic     | 15 km achtervolging                    | -             | dnf                                                                                 |
| Kunstschaatsen      | Trifun Zivanovic      | Mannen                                 | 26e           | korte kür 53.40 pnt.                                                                |

Albanië · Algerije · Amerikaanse Maagdeneilanden · Andorra · Argentinië · Armenië · Australië · Azerbeidzjan · België · Bermuda · Bosnië en Herzegovina · Brazilië · Bulgarije · Canada · Chili · China · Chinees Taipei · Costa Rica · Cyprus · Denemarken · Duitsland · Estland · Ethiopië · Finland · Frankrijk · Georgië · Griekenland · Groot-Brittannië · Hongarije · Hongkong · Ierland · IJsland · India · Iran · Israël · Italië · Japan · Kazachstan · Kenia · Kirgizië · Kroatië · Letland · Libanon · Liechtenstein · Litouwen · Luxemburg · Macedonië · Madagaskar · Moldavië · Monaco · Mongolië · Nederland · Nepal · Nieuw-Zeeland · Noord-Korea · Noorwegen · Oekraïne · Oezbekistan · Oostenrijk · Polen · Portugal · Roemenië · Rusland · San Marino · Senegal · Servië en Montenegro · Slovenië · Slowakije · Spanje · Tadzjikistan · Thailand · Tsjechië · Turkije · Venezuela · Verenigde Staten · Wit-Rusland · Zuid-Afrika · Zuid-Korea · Zweden · Zwitserland